# Luka Peroš
Luka Peroš (Zagreb, 28 de octubre de 1976) es un actor croata nacionalizado español, conocido principalmente por su papel de Marsella en la serie española La casa de papel.

## Biografía
Nació en Zagreb en 1976, cuando Croacia formaba parte de la RFS de Yugoslavia, y creció allí hasta los cinco años. Su padre era ingeniero petroquímico, lo que llevó a la familia a vivir en el extranjero; primero en Austria, luego en Abu Dabi y finalmente en Estados Unidos, afincándose en Boston y Los Ángeles para estudiar interpretación.
A finales de los años 1990 regresó a Croacia para trabajar como actor en obras de teatro, series de televisión y películas a nivel nacional; también ha sido actor de doblaje en numerosas series de animación.
Aunque vivía en Zagreb, a partir de 2010 se estableció en Barcelona y compaginó ambas ciudades hasta asentarse definitivamente en España. Después de mejorar su nivel del idioma, obtuvo papeles en producciones como Mar de plástico (2015), El incidente (2017), El fotógrafo de Mauthausen (2018) y El arte de volver (2020).
En 2019 fue contratado para la tercera temporada de La casa de papel, donde interpreta al ladrón Marsella.

## Filmografía

### Cine
- La sombra del cazador (2007)
- No One's Son (2008) - Poliziotto
- Forest Creatures (2010) - Mladen
- El Niño (2014)
- Broj 55 (2014) - Franjo
- Papillon (2017)
- El fotógrafo de Mauthausen (2018) - Karl Schulz
- El árbol de la sangre (2018) - Dimitri
- El arte de volver (2020) - Radu

### Televisión
- La mujer mosquetera (Hallmark Channel, 2004)
- La que se avecina (Telecinco)
- Mar de plástico (Antena 3, 2015) - Eric
- El incidente (Antena 3, 2017) - Ex marido de Ana
- La casa de papel (Netflix, 2019-2021) - Jakov / Marsella
- Hospital central
- La Academia (Prime Video, 2024)